# سایوز۱۷

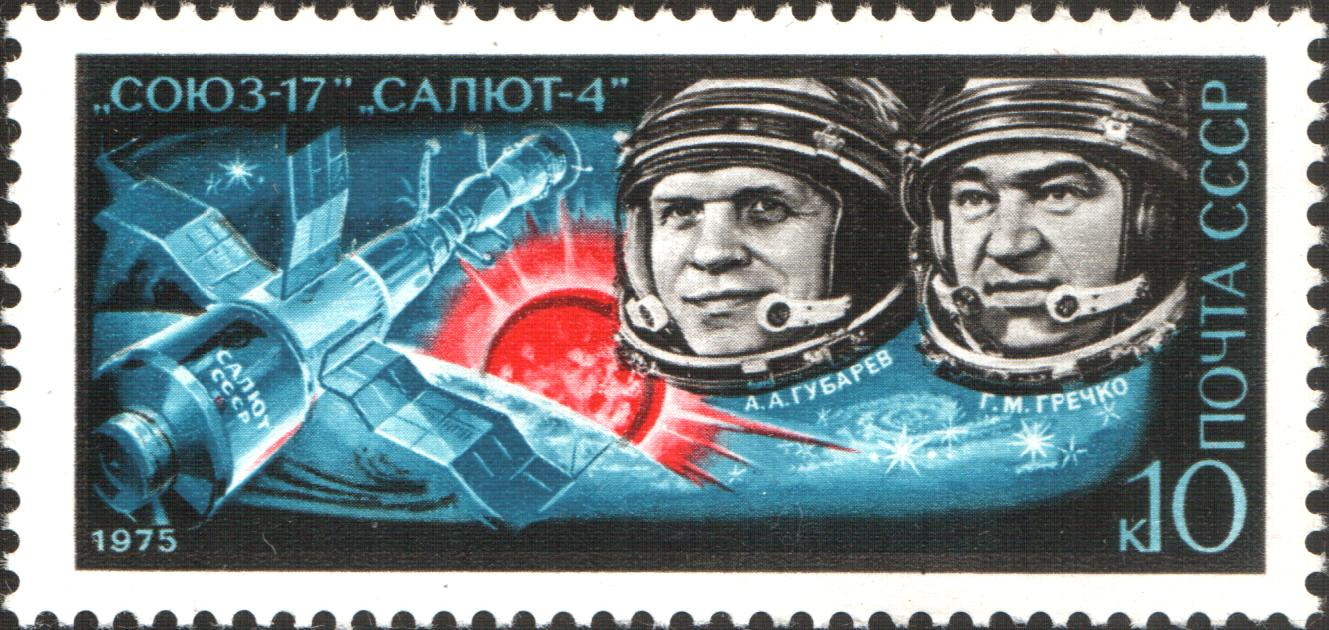
تصاویر فضانوردان سایوز-۱۷ روی تمبر

سایوز-۱۷ (به روسی: Союз ۱۷)(به معنای اتحاد ۱۷) اولین مأموریت از دو مأموریت طولانی مدت فضایی سازمان فضایی شوروی به مقصد سالیوت-۴ بود که با ۲۹ روز مأموریت رکورد ۲۳ روزه سایوز-۱۱ در اتصال به سالیوت-۱ را هم شکست. بعد از ۱۶ روز از پرتاب سالیوت-۴ به فضا، سایوز-۱۷ با دو فضانورد خود به فضا پرتاب شد و فضانوردان بعد از ۲ روز توانستند به صورت دستی به سالیوت-۴ متصل شده و وارد آن شوند. فضانوردان بعد از ورود به سالیوت-۴ با نوشته جالبی که سازنده سالیوت-۴ یعنی کونستانتین فئوکتیستوف آن را نوشته بود مواجه شدند؛ کفش هاتون رو پاک کنید. فضانوردان روزانه ۱۵ تا ۲۰ ساعت مشغول کار کردن بودند که شامل ۲/۵ ساعت ورزش روزانه هم می‌شد. آزمایش ابزارهای جدید ارتباطی برای رهگیری کشتی‌های در حال حرکت و کار با یک تلسکوپ خورشیدی هم جزو وظایف برنامه‌ریزی شده این مأموریت بود.

## خدمه مأموریت
| شماره | نام          | ملیت               | تعداد پرواز | نقش         | تصویر |
| ۱     | الکسی گوبارف | اتحاد جماهیر شوروی | ۱           | فرمانده     |       |
| ۲     | گئورگی گرچکو | اتحاد جماهیر شوروی | ۱           | مهندس پرواز |       |